# 梭肢盤吸蟲
梭肢盤吸蟲（学名：Podocotyle lizae）为孔腸科肢盤吸蟲屬下的一个种。